# Rio Palha
Rio Palha är ett vattendrag i Brasilien.   Det ligger i delstaten Rondônia, i den centrala delen av landet, 1 600 km väster om huvudstaden Brasília.
Omgivningarna runt Rio Palha är huvudsakligen savann. Runt Rio Palha är det glesbefolkat, med 12 invånare per kvadratkilometer.